# Stainless Games
Stainless Games es una desarrolladora de videojuegos independiente británica con sede en Newport, Isla de Wight, que es conocida por la creación de la franquicia Carmageddon.

## Historia
Originalmente llamada Stainless Software, la empresa fue fundada en 1994 por el veterano de la industria Patrick Buckland y Neil "Nobby" Barnden.
Buckland fue el programador principal de Carmageddon y Carmageddon II: Carpocalypse Now, y Barnden fue el artista principal de ambos. Antes de Stainless Games, Buckland era programador independiente y Barnden era diseñador senior en Conran y The Body Shop.
Comenzando con el trabajo de motor 3D subcontratado para Argonaut Games, y desarrollando títulos multimedia médicos para Times-Mirror Company, la compañía pasó a desarrollar lo que más tarde se convirtió en "Carmageddon" para SCi. Esto se lanzó en medio de mucha controversia sobre su contenido violento en 1997, pero recibió altas calificaciones de revisión gracias a su juego convincente y muchas características innovadoras (incluido un motor de física con todas las funciones, una primicia mundial para los videojuegos). Stainless lanzó una secuela, Carmageddon II en 1998. Las versiones posteriores de la franquicia (Carmageddon TDR 2000) fueron contratadas por SCi con otros desarrolladores y Stainless Games no participó.
En 2006, Stainless fue subcontratado por Blitz Games para desarrollar uno de sus tres Burger King juegos, "PocketBike Racer". Posteriormente, la compañía se ha desarrollado en el campo de las descargas de consolas, con once títulos lanzados o próximamente lanzados en XBLA, más dos títulos en PSN (PS3). Estos incluyen una gama de títulos clásicos de Atari que tienen la versión original ejecutándose bajo un emulador y una versión evolucionada completamente reescrita. Estos también se lanzaron en PSP como un solo producto en diciembre de 2007. Electronic Arts lanzó el título de PSP y DS desarrollado por Stainless, Scrabble, a principios de 2009. Por razones de licencia, esto solo estaba disponible para el mercado norteamericano.
La compañía lanzó Magic: The Gathering - Duels of the Planeswalkers en junio de 2009 para XBLA. Desarrollado durante casi dos años en conjunto con Wizards of the Coast, el título batió récords de ventas en Xbox Live Arcade (171.000 en el primer mes) y fue bien recibido tanto por críticos como por jugadores. En abril de 2011, Wizards of the Coast anunció que Stainless Games estaba trabajando en la nueva versión actualizada del cliente de Magic: The Gathering Online (comúnmente conocido como MTGO o MODO).
Stainless también ha licenciado el clásico Mac de los años 80 de Buckland "Crystal Quest" y ha producido versiones para XBLA y Windows Vista.
El 1 de junio de 2011, Stainless anunció que había recuperado los derechos de la marca Carmageddon y que se estaba desarrollando un juego nuevo y completamente independiente, llamado Carmageddon: Reincarnation. El 8 de mayo de 2012, Stainless anunció un proyecto de Kickstarter destinado a financiar Carmageddon: Reincarnation en un nuevo juego, con un requisito inicial de 400,000 dólares que se completó con éxito el 7 de junio de 2012 a 625,143 dólares. También en 2011 y 2012, se lanzaron los ports del primer juego de la franquicia para las plataformas iOS y Android. Se tituló Carmageddon: Funsize e inicialmente tuvo una recepción positiva; sin embargo, el juego finalmente se convirtió en un juego gratuito e introdujo anuncios junto con errores.
Después de lanzar una versión actualizada de Reincarnation titulada Carmageddon: Max Damage y el juego móvil más pequeño Carmageddon: Crashers, Stainless vendería la propiedad intelectual de la franquicia a THQ Nordic. Luego, la compañía comenzaría a enfocarse en su nueva empresa titulada ShockRods, un juego de combate de autos con elementos de tiro en la arena.

## Videojuegos
- Carmageddon (1997)
- Carmageddon II: Carpocalypse Now (1998)
- Crystal Quest (2006)
- Novadrome (2006)
- Atari Classics Evolved (2007)
- Tempest (2007)
- Asteroids/Asteroids Deluxe (2007)
- Missile Command (2007)
- Centipede/Millipede (2007)
- Happy Tree Friends: False Alarm (2008)
- Red Baron (2008)
- Warlords (2008)
- Battlezone (2008)
- Magic: The Gathering – Duels of the Planeswalkers (2009)
- Scrabble (2009)
- Risk: Factions  (2010)
- Carmageddon: Funsize (2011)
- Magic: The Gathering – Duels of the Planeswalkers 2012 (2011)
- Magic: The Gathering – Duels of the Planeswalkers 2013 (2012)
- Magic: The Gathering – Duels of the Planeswalkers 2014 (2013)
- Magic: The Gathering – Duels of the Planeswalkers 2015 (2014)
- Carmageddon: Reincarnation (2015)
- Magic Duels: Origins (2015)
- Carmageddon: Max Damage (2016)
- Carmageddon: Crashers (2017)
- ShockRods (2019)